# Шапошников, Александр Юрьевич
Алекса́ндр Ю́рьевич Ша́пошников (12 июня 1955, Свердловск — 5 апреля 2017, Екатеринбург) — российский государственный деятель, председатель Палаты представителей Законодательного собрания Свердловской области (1996—1998), член Совета Федерации (1997—1998).

## Биография
Родился в семье служащих.
В 1978 году окончил Свердловский государственный медицинский институт.
В 1978—1996 годах работал на станции скорой медицинской помощи Свердловска (с 1991 года — объединение, затем муниципальное учреждение «Скорая медицинская помощь») — санитар, фельдшер, врач, заведующий реанимационным отделением. С 1987 года — главный врач станции, а с 1991 года — директор.
В марте 1990 года был избран депутатом Свердловского областного совета депутатов, являлся членом малого совета.
14 апреля 1996 года избран депутатом Палаты представителей Законодательного собрания Свердловской области (ППЗС) I созыва от Ленинского избирательного округа № 7 г. Екатеринбурга. 20 апреля 1996 года был избран на пост председателя палаты. 14 мая 1997 года утверждён членом Совета Федерации Федерального собрания Российской Федерации от Свердловской области. Входил в состав комитета по бюджету, налоговой политике, финансовому, валютному и таможенному регулированию, являлся заместителем председателя мандатной комиссии и членом комиссии по Регламенту и парламентским процедурам.
В апреле 1998 года не был переизбран на очередных выборах депутатов Палаты представителей. Полномочия члена Совета Федерации истекли 9 июля 1998 года.
В 1998—2010 годах — директор ГУП Свердловской области «Фармация» — государственного предприятия по оптовой поставке лекарств.
Похоронен на Сибирском кладбище Екатеринбурга.

## Награды и звания
Награжден орденом Трудового Красного Знамени, медалью «За трудовое отличие», Почётной грамотой Совета Федерации.